# Gare de Cinq-Mars-la-Pile
Gare de Cinq-Mars-la-Pile vasútállomás Franciaországban, Cinq-Mars-la-Pile településen.

## Vasútvonalak
Az állomást az alábbi vasútvonalak érintik:
- Tours–Saint-Nazaire-vasútvonal

## Kapcsolódó állomások
A vasútállomáshoz az alábbi állomások vannak a legközelebb:
- Gare de Savonnières (Gare de Tours, Tours–Saint-Nazaire-vasútvonal)
- Gare de Langeais (Gare de Saint-Nazaire, Tours–Saint-Nazaire-vasútvonal)